# 極道の妻たち
『極道の妻たち』（ごくどうのおんなたち）は、1986年に東映京都撮影所製作・東映配給により公開されたヤクザ映画。監督は五社英雄。主演は岩下志麻。
女性たちを主人公にした威勢のいいエンターテインメント映画として大好評を博し、新時代のヤクザ映画として東映の一時代を築き、以降、主演女優・監督を代えながらロングランシリーズへと展開し、計16作が製作された。通称『極妻（ごくつま）』。岩下志麻の劇場シリーズは1998年のシリーズ10作目『極道の妻たち 決着（けじめ）』で一応の完結となっている。

## 概要
家田荘子のルポルタージュを原作に、それまでのヤクザ映画では脇役が多かった女性側の視点から描いた異色のやくざ映画シリーズ。原作本は「極道の妻たち」（ごくどうのつまたち）であり、読み方が異なる。愛する夫を組同士の抗争や内部の謀略で失った『極妻』が自らの手で仇を取るという復讐劇である。それまで東映が散々やり尽くした「男の世界」を描く任俠映画のフォーマットを、女性中心の世界観で斬新に作り替えた。『文化通信ジャーナル』2011年3月号の「東映60年史」では「女性版実録シリーズのスタート」と記述されている。キャッチコピーは「愛した男が極道だった」。

## 製作経緯

### 企画
企画は日下部五朗。東京に行く新幹線で『週刊文春』に連載された家田荘子の原作を読み、家田に直接会って映画化の交渉を行う。日下部が引かれたのはまずタイトル、さらにリアリティーが持つ非日常的な迫力に圧倒された。日下部もそれまで多くのヤクザ映画を手掛け、ヤクザの世界にはかなり通じているつもりでいたが、家田はそれ以上に知らない生態を体当たりで取材していた。聞けば、すでに松竹と話が進み、テレビからも声がかかっていた。そこで日下部は、やや強引に「おこがましいようだが、こういうものを作らせたら、東映にかなう会社はありませんよ。しかもこの手の企画なら、わたしが一番だという自信がある。誰にでも聞いてみて下さい」などと説得し、家田を口説き落とすことに成功した。岡田茂東映社長（当時）には事後承諾の形となったが、幸い岡田社長からすんなり了承を得た。家田荘子は東映、東宝、松竹の大手三社全部とテレビ局からも打診があったと話している。テレビからは「タイトルが欲しい」と言われたため、危機感を感じてすぐにタイトルに登録商標を取ったという。

### キャスティング
1960年代のヤクザ映画全盛のオールナイト興行には、体制に不満を持つ学生を中心に、底辺で働く若者や水商売の女性、あるいは都会の片隅で孤独に生きる人たちが多かった。バブル期直前の1980年代半ばの日本には、代わってごく普通のOL、あるいは女子学生にも広く受け入れられる映画が要求された。それまで岡田茂は意図的に女性客を切り捨てる極端な男性路線を敷いていたが、時代の要請から女性客をターゲットにした映画が作れないかと思案していた。ヤクザ映画はマンネリといわれたが、方法論を変えれば打破できるはずだと日下部は考えていた。彼は、一般の主婦やOLは、ヤクザ映画には抵抗を持ちながら、一方で見てみたいという気持ちを強く持っていると見込み、その気持ちに応えるために、主婦やOLにとって違和感がなく、かつヤクザ映画には縁のない、テレビなどで好感度の高い大物女優を主人公に起用して安心感を与えること、ヤクザ映画とは全然関係のないスターを起用することで、ヤクザ映画に市民権を持たせようとした。日下部は当初、「"極妻"は東映の監督陣と日本を代表する女優たちとで回していきたい」と、一作目の主演女優を岩下志麻、二作目を十朱幸代、三作目を三田佳子、四作目を山本陽子、五作目を吉永小百合という構想を練っていた。ところが、四作目の製作が決定した際に、岡田社長が「やっぱり岩下に戻そうや」と"鶴の一声"を発して以降は長く岩下が主演を務め、"極妻は岩下"の代名詞となるほどの岩下の当たり役シリーズとなった。シリーズ終了後も岩下が出演するCMは"極妻"のパロディーで制作されたものが多かった。岩下は同じ五社英雄監督の1982年、『鬼龍院花子の生涯』で、既に"姐御"役を経験していたが、本作では凄みの効いた低い声で「あんたら、覚悟しいや!」と拳銃をぶっ放し"姐御"イメージを決定的にした。岩下自身「"極妻"は自分の財産になる作品になったと思うんです。こんなに長いシリーズ物をやらせていただいたのは、女優生活で初めてなんですね。年代的にもう中年になってから、こういう主演作に巡り逢えるとは思いもよらなかった」と述べている。忘れられない3本として『心中天網島』（1969年）、『はなれ瞽女おりん』（1977年）とともに『極妻』を挙げている。
岩下とともに"極妻"に欠かせない女優がかたせ梨乃だった。巨乳モデルの先駆的存在のかたせは、当時テレビを中心に活動していたが、官能的で毒の部分を表現できる女優がヤクザの男たちの好みのタイプと判断され、キャスティングされた。五社監督はあまりグラマー過ぎる女優が好きでなく、かたせの起用に反対したといわれる。製作発表を伝える『キネマ旬報』1986年9月下旬号には「岩下志麻、かたせ梨乃主演」と書かれている。かたせは映画の大役が初めてだったため、極度に緊張し、岩下がかたせに宝石店で指輪をはめてあげるシーンでは、かたせの手が震えて指輪がなかなかはまらなかった。第1作ではかたせと世良公則の迫力満点の濡れ場シーンが大きな話題を呼んだ。当初、かたせはお色気担当のような役割だったが、次第に姐さんとともに闘う女に変身していった。かたせは「29歳まで代表作がなく職業欄に女優と書けなかった」と話していたが、文字通り体を張って、芸能生活10年目で初めて手にした大役をやりとげて演技に開眼し、出演者の中で最多の9作品に出演し、女優として大きな成長をとげた。グラマーなかたせが男性客の動員に寄与し、人気シリーズに押し上げたという評価もある。
かたせ以降も、若手女優のヌードや濡れ場シーンが必ず入る。
東映の看板男優の一人が「女の出るやつ、オレ出ない」と言って、岡田社長が「今までのヤクザ映画にしたんじゃ、どうにもならないやね」と腹を立てたといわれ、東映の看板男優が組長役で出演するようになったのは6作目からだった。その分、異色の配役が組まれ、萩原健一や桑名正博、津川雅彦、佐藤慶、草刈正雄、中条きよし、村上弘明、宅麻伸らが新境地を作り出した。また初期は東映Vシネマとの端境期にあたり、哀川翔ら、Ⅴシネで地位を得る若手の格好の踏み台となった。一作目、二作目に連投する竹内力は今日では考えられないパシリ役での出演だった。
シリーズ4作目『極道の妻たち 最後の戦い』（1990年）で岩下が復帰した際に、岩下が日下部に対して、監督に山下耕作を希望した。山下は依頼を固辞していたが、岩下に懇願され、監督を引き受けた。1990年3月27日に銀座東武ホテルであった製作発表会見で山下は「テーマは岩下志麻です」と話した。

### 脚本
家田の原作は亭主が浮気する、家に金を入れないなどの苦労話で、日下部の下に付いていた奈村協プロデューサーや監督の五社、脚本の高田宏治も「『鬼龍院花子の生涯』のようなパワーのある、燃焼できた物の後、いまさらヤクザの嫁さんの話でもないだろう」という意見で一致。このため東映上層部の意向は無視して原作にこだわることなく、もう一回アクションの原点に戻し、女に借りたヤクザの実録というコンセプトで脚本が書かれた。脚本の高田は家田の原作に、当時の山一抗争や高田が脚本を手掛けた三国事件（『北陸代理戦争』）を素材に物語を構成した、そういった時代を入れたから迫力のあるスケールの大きな話が出来た、と述べている。シリーズは時代と共に原作から乖離していった。

### 岩下の役作り
岩下が毎朝、東映京都に車で到着するたび、スタッフがドアを開け、足元に草履をそろえた。岩下の控え室にはタバコが用意され「まず一服どうぞ」とライターの火が付けられた。「撮影中は毎日、姐さん気分。極道の世界にハマッてしまったわ」と岩下は話した。
セリフ
ホテルの部屋でセリフの練習をしている時に友人から電話がかかってきた際、役に入り込み過ぎて、電話を取った第一声が「わてや」になってしまったという。
刺青
京都撮影所の俳優センターに「刺青部屋」が当時あり、専属の刺青師が朝の5時から3時間かけて岩下の背中の刺青を描いた。勿論実際の彫り物ではなく後で落とせるものであるが、絵の具を伸ばす際に使う刷毛がチクチクするのと、絵の具を乾かすときに塗るベンジンに刺激があり、少し痛みがあったという。
ファッション
衣装は五社監督と相談したものだが、着こなしは岩下自身が工夫したもの。着物にピアスやネックレスをすると下品になるが、岩下はあえて小さなイヤリングとプチネックレスをつけた。着物は襟首の下で合わせるのが普通だが、岩下は胸のところにほくろがあり、ほくろを目安に襟を開けた。また着物を着たときは内股が常識だが、歩き方も外股にし、あごを上げて上から見下すような感じで、声のトーンをなるべく下げて話した。
第一作では、岩下が着物を60着くらい衣装合わせをして20着くらい選んだ。抗争の場面で血が付く場合があるため、着物は全て2着づつ用意したため衣装代だけでかなりの高額になった。
くわえたばこ
岩下はもともと非喫煙者だったが、役作りのために周りの同世代が禁煙を始める頃からたばこを吸い始めた。以来チェーンスモーカーになったが、"極妻"が終わって5年くらいでたばこをやめた。
イメージ
岩下は『グロリア』（1980年、ジョン・カサヴェテス監督）が大好きで、"極妻"をやってるときにはいつもジーナ・ローランズのイメージがあったという。『グロリア』をベースにした脚本やシノプシスを自身で作り、企画を出していたが実現できずに結局諦めたが、「実現できててたら『レオン』よりずっと早かったのに」と話している。　

## 逸話
俊藤浩滋は「家田荘子の原作が出る以前に『山口組の姐さんたち』というタイトルの映画の企画を東映に出した。岡田社長がそれをジャーナリストとの対談で喋ったことがある。しかし企画は通らず、それからしばらくして『極妻』が作られることになったので、「おかしいやないかと言うたら、わしのとこへ了解を取りにきた」と話している（俊藤は元々外部のプロデューサーであったが、1969年に系列会社の東映芸能の副社長になり、一応東映の幹部社員になっていた。1974年東映を退社しており以降はフリー）。
原作者の家田荘子はシリーズがヒットを続けて、東映の『極妻』プロモーションで全国を回るようになると、顔がバレるようになった。すると若い衆から「ウス、ウス、ウス」とお辞儀をされるようになり、原作と映画は別物なのに「ウチの親分が殺されてるじゃないか」と連絡が来て呼び出しを食らったり、ヤクザに拉致され、「この姐さんの話を書け！書くまで帰さん」と迫られたりした。また当時、極道の取材は男性ライターや作家に限られていたため、マスメディアから縄張りを侵されたとみなされ、強烈なバッシングを受け自律神経失調症を病んだ。最初は相手に「家田です」と挨拶しても気付かれず、「『極妻』を書いた家田です」と言わないと認めてもらえない時期もあったという。

## シリーズの評価

### 製作費と興行成績
東映は1982年の『鬼龍院花子の生涯』のヒットで女性任侠ものの手応えを掴んだことから、同年の『制覇』で本格的な任侠映画を復活させた。『制覇』は配収7億円を上げて成功し（1983年は任侠映画は製作されなかった）、1984年の『修羅の群れ』も6億5千万円の配収を上げ成功したが1985年の『最後の博徒』が配収4億5千万円に留まり、原価を回収できなかった。『極道の妻たち』は総製作費7億円、総原価5億8千万円。配収6億円以上上げないと成功したと言えなかった。封切直前の『キネマ旬報』の興行予想では「激烈な暴力抗争の銃後で、極道の妻たちはどう戦い、どう生きているかにスポットをあてた切り口はユニークだが、その切り口をどこまで一般に売り込むことができるか。年内最終番組（正月興行前）という時期も良くないし、キャスティング面などを考えると興行は厳しい」などと予想していた。
一作目は配収8億円、二作目『極道の妻たちII』（1987年）配収6億円、三作目『極道の妻たち 三代目姐』（1989年）配収5億円5千万、四作目『極道の妻たち 最後の戦い』（1990年） 配収5億円。当時配収5億をコンスタントに稼ぐ映画は大変で、東映自社製作作品のドル箱シリーズになった。第一作公開前には興行不安を予想した『キネマ旬報』も五作目の公開前に「東映得意のヤクザ映画が、女性の時代にふさわしい形で再生し、なおかつそこに不良性感度とカタルシスを堅持して、映画、ビデオの両面で安定した人気を獲得している。原作者といい、出演者としい、女性が前面に出て男社会にぶつかっていく姿勢が受けている。"最後の戦い"の後に"新"がくるという例によってシリーズもののいいかげんさは愛嬌としても、このシリーズはまだまだいける。『新・新極道の妻たち』も間違いなく製作されると予見しておこう」などと評した。
一作目の大ヒット以降、少しずつ興行成績は落ち、7作目あたりで1作目の半分程度の成績だった。しかしそれと反比例してテレビ放映時の視聴率が高く、一作目が1989年4月1日フジテレビ系で放映、東京23%、大阪30.1%。二作目1990年4月25日TBS系放映、東京22%、大阪23.5%。三作目1990年10月5日フジテレビ系で放映、東京20.3%。四作目の『極道の妻たち 最後の戦い』は、1991年10月11日にフジテレビ系で放映され25.9%を記録し、日本テレビが地上波初放送権を推定28億円という高額で獲得した『E.T.』初放送に裏番組で勝利した（23.5％）。ビデオも東映の劇場公開映画では当時一番のヒット商品で、ビデオ売上げが配収の2倍になった。一作目のビデオ販売32,465本（1990年2月まで。以下同じ）、二作目ビデオ販売50,485本、三作目のビデオ販売69,230本。『極道の妻たち』のビデオ価格は分からないが、1980年後半のビデオ価格は、90～120分の邦画劇映画で、1万2千円から1万6千円くらいの間。5万本売れると6億5千万円ぐらいの売り上げになり、劇場での配収を凌ぐ。1作目から7作目『新極道の妻たち 惚れたら地獄』（1994年）までの配収、ビデオ、TVシリーズを含む総収入は100億円を超えた。二次使用でも大きな力を持つシリーズだった。
1993年暮れの東映社内会議で、岡田茂会長が、興行不振が続く「ヤクザ映画をやめよう」とヤクザ映画の撤退を指示したが、好調の『極妻』シリーズだけは残すと公表した。

### 作品の評価
初公開時には観客は主演の岩下志麻を見て、あっと驚いたという。くわえたばこで足を組み、ブランデーをあおり、「あほんだら、撃てるもんなら撃ってみい!」と啖呵を切り、背中に刺青、懐にはピストルと、その姿はどこから見ても筋金入りの極道一家の姐さんだった。ヤクザ映画のファンはそれまでコアな男性層だけだったが、本作は女性層にも支持された。保身と駆け引きに明け暮れる男たちとは対照的に、意地を貫き通す"極妻"たちのかっこよさに、普通の女たちが快哉を叫んだ。本シリーズが大ヒットした背景には、「男が弱く、女が強くなっていく時代の流れがあった」と評される。公開された1986年は、職場での男女平等を確保する「男女雇用機会均等法」が施行された年で、闘う女を主人公にした"極妻"はそうした時代の流れと深部で共鳴していたのである。実際の極道の世界では女性は絶対表に出て来ないため、本シリーズは「そうなったら面白い」と思う女性の夢の具象化といえる。四代目『極妻』を務めた高島礼子は「ヤクザものなんですけど、実は女のほうが男っぽくて、そういう女性の強さをわかりやすく表現できる作品。悩み多き女性にパワーを送ってあげられるような作品って、女性がカッコいいこういう作品なのかなって思いました」などと評している。
外部からはスター監督の五社英雄を起用する一方で、内部では土橋亨や関本郁夫といった冷や飯を食わされていた男たちを起用するなど「やる気があるのかないのか見えない点」も東映フリークからは好評だった。五社が二作目以降に監督を降ろされた理由について、高田が日下部に聞いたら「すべて五社の手柄にするから」と言っていたという。高田は「もし五社さんの続投に踏み切っていたら『極妻』シリーズは日本の映画史に燦然と残るエンターテインメントの金字塔になってかもしれない。日下部がいみじくも家田さんに力説したように、この手の危ない素材を自分の血と肉にして、大衆を興奮させるだけのロマネスクに仕上げる手腕において、五社さんに勝る監督が日下部の手持ちの中にはいなかったんです」などと述べている。

### シリーズ終了の経緯
シリーズ10作目で、岡田社長が突然「これで10作になるのでやめます」と宣言し『極妻』シリーズは『極道の妻たち 決着（けじめ）』（1998年）で一旦終了した。岩下もイメージを引きずって、他の役がやれない恐怖があったので「よかった」と思ったという。しかし岩下＝"極妻"イメージはしばらく続き、CMも「〇〇させていただきます」と"極妻"風に言う依頼が続いた。しかし振り返るとやっぱり「これだけの作品をやれた、娯楽作品でこれだけのシリーズを持たせていただいたというのは、私の大きな素晴らしい財産です」と話している。

## 影響
映像化もされた森本梢子の漫画のタイトル『ごくせん』は"極妻"を捩ったもの。

## 極道の妻たち（1986年）
『極道の妻たち』（ごくどうのおんなたち）は、1986年公開の日本映画。監督は、五社英雄。主演は、岩下志麻。女性目線でヤクザの世界を描いた、通称『極妻（ごくつま）』シリーズの第1作目。本作では、大阪府、香川県を舞台にヤクザ組織の跡目を巡る抗争、組長妻と妹との愛憎、妹と敵対組織の組員との恋愛などを描いている。
キャッチコピーは、「愛した男が、極道だった。」
本作では、第10回日本アカデミー賞(1987年)において岩下が優秀主演女優賞、世良が優秀助演男優賞、かたせが優秀助演女優賞をそれぞれ受賞した。

### あらすじ
大阪の関西最大のヤクザ組織・堂本組(本部)の傘下で、香川県高松市の粟津組組長の妻・粟津環（岩下志麻）は、収監中の夫・粟津等（佐藤慶）に代わり組を取り仕切っていた。ある日環は妹・真琴（かたせ梨乃）のために大阪の実家に訪れて不動産業者の跡取りとの縁談を持ちかけるが、その直後、堂本組総長急死の一報が入る。総長の妻・絹江（藤間紫）がマスコミの前で会見を開き、遺言により跡目が堂本組若頭 柿沼辰郎（岩尾正隆）に決まったことを報告する。しかしこれを不服とする別の堂本組幹部・小磯明正（成田三樹夫）は堂本組を離脱し朋竜会を結成し、環に味方につくよう頼むが拒否されたことで堂本組や粟津組と溝が生じる。
バイト先のスナックで客・杉田潔志（世良公則）に口説かれた真琴は、後日、一人旅でグアムに行くと一組の親子と旅行中の杉田と偶然再会する。杉田は宿泊する部屋に真琴を招き入れた途端、背中の刺青を見せてヤクザだと明らかにし真琴を脅し、力ずくで男女の関係を結ぶ。傷心し帰国した真琴は環に縁談を断ろうと、旅先でヤクザ者と出会ったことをほのめかすが、姉・環は聞く耳を持たずに見合い話を進める。そんな中、堂本組二代目 柿沼が殺され、後日出頭した犯人の顔をニュースで見た真琴は、グアムで杉田と一緒にいた男・川瀬肇（小松政夫）だと気付く。
真相を確かめるため杉田に会った真琴は粟津組組長妻の実妹だと身を明かすと、杉田から「跡目殺しの真犯人は俺や」と打ち明けられる。真琴に惚れた杉田は勝手に結婚を決めるが、その気のなかった彼女は戸惑いながらもその後次第に彼との人生を意識し始める。一方、堂本組二代目襲撃事件を朋竜会による宣戦布告と受け取った堂本組は全面戦争することになり、双方合わせて10数名の犠牲者を出してしまう。
この状況に絹江は関東の組織の力を借りての手打ちを考えるが、その案に否定的な環は土下座をして頭を下げて手打ちを待ってもらう。意を決した環は朋竜会副会長・小磯と2人きりでの話合いの席を設け、朋竜会の解散を説得して何とか和解にこぎつけ堂本組との抗争を終わらせる。しかし組のために危険を冒した杉田は朋竜会解散に納得できず、小磯をナイフで脅して話を撤回させようとするが逆に深手を負わされ失踪する。同居する父の急死により真琴が高松の粟津組の本宅に身を寄せると、後日、人づてに杉田の居場所を知る。
姉・環に杉田のことを話した真琴は本宅を出ていこうとするが、長年極道の妻として苦労してきた環は妹までヤクザの妻にさせまいと引き止める。2人は互いに意志を通す内に喧嘩に発展し、壮絶な取っ組み合いを繰り広げるが、最後は真琴の思いの強さに環が負けを認める。真琴に一人前の極道の女房になるよう叱咤激励した環は、姉妹の縁を切った上で杉田のもとへ送り出す。数ヶ月間に渡る組の危機を乗り切った環は港に向かい、出所して船で帰って来た夫・粟津組組長を万感の思いで出迎えるのだった。

### キャスト
粟津環（あわづたまき）
演 - 岩下志麻
堂本組粟津組組長の妻。高松市で暮らす。3年前から夫に代わり組を仕切り組員や対立組織にも凄みを利かせているが、基本的に人情を大事にする性格で実家の家族や組員の妻などに思いやりを持つ。統率力があり夫の服役中に粟津組の勢力を2倍に増やすなど、その手腕を発揮している。組員の妻たちのストレス発散のため3ヶ月に1回“懲役やもめの会”を開いている。子宝に恵まれず子供はいない。結婚前は北新地のクラブで人気No.1ホステスだった。
池真琴
演 - かたせ梨乃
環の妹。24歳。大阪在住。スナックでバイトをしておりカウンターで酒を提供するなどしている。恋愛には真面目な性格で以前は高校教師と交際していたが貞操を守っていた。姉妹仲は悪くないが、環が時々お節介を焼くため少々疎ましく感じることがある。スナックの客としてやって来た杉田から惚れられ、その後結婚と同時に杉田組の姐さんになるよう告げられる。
杉田潔志
演 - 世良公則
朋竜会組員で、傘下の杉田組組長。真琴と初めて会った当初、イメージ良く見せるためにヤクザであることを隠し芸能事務所社長を装い愛想よく振る舞っていた。背中には、“義・勇・情”と書かれた玉を持つ3匹の竜の刺青が彫られている。小磯への忠誠心は強いが、基本的に短気で強引に物事を進める性格。

#### 堂本組（本家）
堂本絹江
演 - 藤間紫
堂本組総長の妻。周りから“本家の姐さん”と呼ばれており、環も彼女には頭が上がらない。やもめの会の集まりに顔を出し粟津組の妻たちに、ヤクザの妻として夫をしっかり支えるよう激励する。
堂本りゅうぞう
堂本組総長。絹江の夫。冒頭で亡くなる。作中では、粟津組を傘下に持つ「日本最大の暴力組織・堂本組の総帥。関西を拠点に全国的に勢力を伸ばしている」と言われている。生前、自身が亡くなった後の堂本組を案じており不安は現実のものとなる。
柿沼辰郎（かきぬまたつお）
演 - 岩尾正隆
堂本組若頭で周りには過激派として知られる。年齢は40代後半ぐらいだが、堂本組の幹部の中では「年齢が若い方」と言われている。りゅうぞうの死後、二代目総長となるがその後、襲撃事件に遭う。

#### 朋竜会
小磯明正（こいそあきまさ）
演 - 成田三樹夫
堂本組舎弟頭補佐。56歳。堂本組総長りゅうぞうの死後、堂本組を離脱し朋竜会副会長となる。杉田にとって任侠の世界での親のような存在。どちらかと言うと穏健派でヤクザにしては少々気が小さい。私生活では子煩悩な性格で小学生の息子を可愛がっている。
蔵川将大
演 - 疋田泰盛
堂本組舎弟頭。堂本組結成以来堂本の片腕として支えてきた人物。りゅうぞうの死後、堂本組を離脱し朋竜会というヤクザ組織を結成し会長となる。朋竜会結成時には、二代目堂本組と勢力が五分五分の状態となる。
(役名不明)
演 - 成瀬正
朋竜会組員。環がホステスをしていた頃、小礒と共に店に通いつめていたが、等が4日間通っただけで彼女を物にしたことを羨んでいる。

#### 粟津組
粟津等
演 - 佐藤慶
堂本組若頭補佐 粟津組組長。冒頭では、3年前から殺人の罪で高松刑務所に収監中。堂本総長の急死直後のテレビのニュースでは、二代目総長の候補の一人として自身の名前を挙げられている。妻の環によると外出時は、スーツ、帽子、靴など白ずくめのものを着用するのがお気に入りとのこと。
新海高明
演 - 鹿内孝
粟津組の幹部らしき人物。環の秘書のようにいつも行動を共にしている。

#### 粟津組組員の妻たち
井手緋紗子
演 - 汀夏子
粟津組の妻の中で環に次ぐNo.2的存在。普段は自営業で化粧品店を営む。浮ついた所がなくしっかり者な性格で夫がいない間もヤクザの妻として家を守るという気持ちが強く、環への忠誠心もある。小型犬を飼っている。
小磯泰子
演 - 佳那晃子
明正の妻。姐として粟津組を取り仕切る環を憧れ尊敬している。プール付きの豪邸で明正と小学生の息子・たけやと3人で暮らしている。旦那の朋竜会結成後、自宅にも息子の通学にも仰々しくボディガードがつくようになったのを不満に思っている。
滝江
演 - 明日香尚
女遊びや借金を繰り返し、暴力を振るう旦那に散々苦労してきたが、いざ夫が刑務所に入ると生活に馴染んでいるのかを心配している。
早崎久美
演 - 芹明香
旦那がダメ男で、博打でスッて借金を作るたびに自身がソープランドで働かされることに悩み環に相談する。2人の子供がいる。
由香利
演 - 春やすこ
夫は服役中で小学生の子供を育てている。夫の服役が子供の同級生にバレてイジメに遭っており悩んでいる。
恵
演 - 内藤やす子
環がスナックを借り切ってする“懲役やもめの会”に粟津組組員の他の妻たちと参加し皆で日頃の鬱憤を晴らす。

#### 杉田組
菊永竜二
演 - 石井博泰
杉田組組員。組員のまとめ役らしく作中では“イケイケ軍団行動隊長”と名乗っている。
時岡辰平
演 - 古川勉
杉田組組員。千葉県出身。事務所の入り口などを映す監視カメラを用いて怪しい人が来ないか確認する業務を担当。趣味はトランペット。
紺野京一
演 - 土岐光明
杉田組組員。ヤクザ家業に憧れて組に入った愚連隊上がり。
露木勉
演 - 水上功治
杉田組組員。
花田太市
演 - 竹内力
杉田組組員。本人曰く「やる時はやります」。その後、真琴を車に乗せて、杉田の隠れ家まで案内する。

#### 真琴と関わる主な人たち
池保造
演 - 大坂志郎（特別出演）
環と真琴の父。大阪の生野区にある自宅兼町工場で一人で部品加工などをして働いている。持病の喘息に加え血圧も高く娘たちから体を心配されているがタバコが手放せない。7年前に妻を亡くしている。
清野伴司
演 - 清水宏次朗
取り立て屋のチンピラ。保造が不渡りを出したため、夜逃げされないよう見張りとして池家に訪れる。自身と保造・真琴親子とは、ただの取り立て屋と債務者の関係だったが徐々に打ち解けて池家の居候のように暮らし始める。その後、環に拾われて粟津組の一員となる。広島カープのファン。
柴田梓
演 - 松尾和子
真琴が働くスナックのママ。面倒見が良い性格で会話にユーモアがあり機転が利き、雇っているホステスを口説こうとする男にも臨機応変に対応する。

#### その他の主な人
川瀬肇
演 - 小松政夫
愛知県常滑市の暴力団組長。杉田と個人的に親しくしているが、堂本組にも朋竜会にも属さない中立系の暴力団。杉田の依頼を受けて柿沼を銃で撃って怪我を負わせ、後日、警察署に出頭し逮捕される。
川瀬秋子
演 - 円浄順子
川瀬の妻。小学生の娘がおり、家族で常滑市に暮らしている。家族でグアム旅行に訪れ同行した杉田から真琴を紹介され、親しくなろうと彼女に自宅の住所を伝えるがその後面倒なことになる。
得津
演 -
大手不動産会社社長。環とは仕事上で付き合いがあり彼女を信頼している。東大卒の跡取り息子がおり、環から真琴を紹介されて2人を見合いさせる。
雪江
演 - 絵沢萠子
池家(環の実家)の隣家のおばさん。数日前から外に干している下着を盗まれるようになり、真琴に同じく被害にあったかを尋ねる。
刑事
演 - 不破万作
警官たちを引き連れて杉田組事務所に訪れ、柿沼の傷害事件の参考人として杉田に任意同行を求める。
リポーター
演 - 藤田恵子
柿沼の襲撃事件直後に病院前に駆けつける報道陣の一人。入り口から車へと向かう環に、柿沼の容態や堂本組の今後についてコメントを求める。
はつ
演 - 八神康子
清美
演 - 家田荘子
その他
有川正治、五十嵐義弘、磯村憲二、、石倉英彦、石田謙一、大木晤郎、大熊敏志、勝野賢三、川浪公次郎、川辺俊行、木谷邦臣、北村明男、木下通博、小船秋夫、小峰隆司、栗田芳廣、小林勝彦、笹木俊志、白井滋郎、清家三彦、武井三二、タンクロー、司裕介、得居寿、土佐一太、内藤康夫、中村錦司、福本清三、福中勢至郎、藤忠勝、細川純一、三村敬三、森源太郎、矢部義章、伊藤久美子、小川美那子、斉藤絵里、首藤真沙保、富永佳代子、塙紀子、星洋子、松宮由季、丸平峯子、宮川珠李、山村嵯都子

#### 劇中歌
- 「昭和枯れすゝき」

作詞：山田孝雄、作曲：むつひろし／原曲は、1974年にさくらと一郎が歌唱した。
冒頭の“懲役やもめの会”に参加した由香利と恵が、カラオケでこの歌をデュエットする。
- 挿入歌「あんた」

作詞：荒木とよひさ、作曲：三木たかし、編曲：瀬尾一三、歌：内藤やす子（フィリップス）
真琴が清野にグアム旅行の土産を渡すシーンで、室内のラジオからこの曲が流れる。
- 「結婚行進曲」

作曲：メンデルスゾーン
杉田と真琴が組事務所で組員たちの前でケーキカットする時に、辰平がトランペットでこの曲を吹く。

#### スタッフ
- 監督 - 五社英雄
- 企画 - 日下部五朗 、奈村協
- 原作 - 家田荘子（週刊文春連載・文藝春秋刊）
- 脚本 - 高田宏治
- 撮影 - 森田富士郎
- 美術 - 西岡善信、今井高瑞
- 音楽 - 佐藤勝
- 編集 - 市田勇
- 照明 - 安藤清人
- 録音・整音 - 荒川輝彦
- 監督補佐 - 清水彰
- 助監督 - 比嘉一郎
- 記録 - 田中美佐江
- 装置 - 梶谷信夫
- 装飾 - 窪田治
- 背景 - 西村三郎
- 美粧 - 田中利夫
- 結髪 - 山田真佐子
- ヘアメイク - 柏木久美子（STAGE-CEE）
- 擬斗 - 土井淳之祐
- 演技事務 - 村田玉郎
- 衣裳 - 黒木宗幸
- 刺青 - 毛利清二
- 振付 - ミゲール・ゴドリュウ
- 方言指導 - 疋田泰盛、富永佳代子、小峰隆司
- 衣裳コーディネーター - 岩本圭一
- 衣裳協力 - EMPORIO ARMANI / CAGI / ミッチ・渡辺雪三郎 / NICOLE / GRASS MEN'S JUN SAITO / NICOLE CLUB / BOATHOUSECLUB / Ms.REIKO / シェーファー / GINZA Kanematsu / 株式会社アビステ / IWANAMI / GIORGIO ARMANI / RAIKA / ワコール
- 宣伝プロデューサー - 福永邦昭、茂木俊之、荒井一弥
- 製作宣伝 - 丸国艦
- スチール - 北脇克巳
- キャスティング - 葛原隆康
- 企画協力 - 湯山雄介（青年企画）
- プロデューサー補 - 天野和人
- 進行主任 - 山本吉應
- 撮影協力 - 南知多ビーチランド、琵琶湖汽船、大阪水上バス、java group、神戸マキシン、神戸 サノヘ、メナード化粧品、中がわ商事株式会社、トロピカル企画（名和達郎）、東映京都美術センター
- 協力 - 鈴乃屋、京セラ、クレサンベール

#### 製作
1986年8月7日、東京有楽町有楽町電気ビルの外人記者クラブで製作発表会見があり、製作費は7億円、撮影は京都撮影所の他、グアム島ロケなどを行い、10月中旬クランクアップ予定と説明があった。
1986年8月21日クランクイン。かたせは「『極妻』とかだと1日、2～3シーンしか撮らない」と話している。妻たちが短銃を撃つシーンのリアリティーを重視するため、実弾射撃が出来るグアム島でロケがあった。
岩下志麻（粟津環）の妹・池真琴を演じるかたせと杉田組組長・杉田潔志を演じる世良公則の濡れ場は、華原朋美も観て興奮すると話す迫力あるシーンの連続。世良は出身地の広島を舞台にした『仁義なき戦い』を高校生のとき興奮して観てはいたが、普段は髪ボサボサでTシャツにジーパンで、極道イメージからは遠く、ヤクザの親分役のオファーに驚いた。しかし五社監督から「斬った張ったが似合うよ」と言われ出演を承諾した。本作の屋内シーンは全て東映京都撮影所（以下、東映京都）と見られ、世良とかたせが出会う海辺のカフェはロケだが（海上）コテージの室内は東映京都のスタジオである。かたせが芸能事務所社長を装ったヤクザには見えない世良に「君に是非見せたいものがある。後で僕の部屋にいらっしゃい」と爽やかに誘われ、感じよさそうな世良に警戒心も薄く部屋に素直に入り「見せたいものって何です?」と聞いたら、世良がおもむろに背中を向けて半裸になり、背中から尻までびっしり彫られた刺青を見せられたあと力づくで服も下着も剥ぎ取られ、椅子の上で大股を拡げられ、レイプされて女にされてしまう。このシーンは1986年10月8日に東映京都で撮影された。またラストでかたせとのセッ〇ス中に鉄砲玉にドスで刺された世良が、かたせの血まみれの巨乳を揉み上げ、乳首を咥えたまま絶命する凄惨な死に様も見どころ。
粟津組組員になる清水宏次朗や、杉田組の三下を演じる石井博泰、古川勉、土岐光明ら「ビー・バップ組」が大挙出演した経緯は、ビー・バップの2作目公開の頃に、太秦映画村でイベントがあり、それに皆で出演していたら、舞台袖でスカーフェイスの人相の悪い男に凝視され、その男がイベント終了後、声をかけてきたから土岐らは「ワッーどっか連れて行かれる」とビビったら、男は五社監督で「次の映画（『極道の妻たち』）に出てもらう若い衆を見繕いに来た」と言われ出演が決まったという。撮影終わりの土岐たちが、かたせと帰りの新幹線で一緒になり、かたせにビュッフェでステーキを御馳走になったと話している。ちょっと絡んだだけの女優だと無視されることが多い中、いい人で感動したという。同じくビー・バップ組や竹内力らと杉田組の三下を演じる水上功治は、悪名高い東映京都について「二度と行きたくない」と述べている。

#### 宣伝
宣伝チーフプロデューサーの福永邦昭は、クランクイン前に岩下の全身に菊天女の入れ墨を施したリアルなイラストを考案し、関係者も賛同、岩下本人からも素晴らしいと褒められ、反応を見るため、スポーツ紙にイラストを使用したイメージポスターを掲載してもらったが、岩下の夫・篠田正浩が「たとえイラストでもポスターにしては困る。この写真を使うなら、志麻を役から下ろすかもしれない」と電話をかけてきて、いくら説明しても納得してもらえず、結局このポスターは日の目を見なかったという。

#### ビデオ発売
東映ビデオより、税抜き13,890円で発売されていた。

## シリーズのタイトル
| 作数                         | タイトル                     | 公開日                       | 監督                         | 脚本                         | 主演                         | 主な共演者                                                           |
| 東映制作作品（劇場シリーズ） | 東映制作作品（劇場シリーズ） | 東映制作作品（劇場シリーズ） | 東映制作作品（劇場シリーズ） | 東映制作作品（劇場シリーズ） | 東映制作作品（劇場シリーズ） | 東映制作作品（劇場シリーズ）                                         |
| ---------------------------- | ---------------------------- | ---------------------------- | ---------------------------- | ---------------------------- | ---------------------------- | -------------------------------------------------------------------- |
| 第1作                        | 極道の妻たち                 | 1986年11月15日               | 五社英雄                     | 高田宏治                     | 岩下志麻                     | かたせ梨乃 世良公則 成田三樹夫 藤間紫                                |
| 第2作                        | 極道の妻たちII               | 1987年10月10日               | 土橋亨                       | 高田宏治                     | 十朱幸代                     | 村上弘明 かたせ梨乃 藤岡琢也 神山繁                                  |
| 第3作                        | 極道の妻たち 三代目姐        | 1989年4月8日                 | 降旗康男                     | 高田宏治                     | 三田佳子                     | 萩原健一 かたせ梨乃 成田三樹夫 吉川十和子                            |
| 第4作                        | 極道の妻たち 最後の戦い      | 1990年6月2日                 | 山下耕作                     | 高田宏治                     | 岩下志麻                     | 小林稔侍 かたせ梨乃 津川雅彦 中尾彬 石田ゆり子 哀川翔                |
| 第5作                        | 新極道の妻たち               | 1991年6月15日                | 中島貞夫                     | 那須真知子                   | 岩下志麻                     | 高嶋政宏 桑名正博 海野圭子 夏八木勲                                  |
| 第6作                        | 新極道の妻たち 覚悟しいや    | 1993年1月30日                | 山下耕作                     | 高田宏治                     | 岩下志麻                     | かたせ梨乃 梅宮辰夫 草刈正雄 中尾彬 北大路欣也                       |
| 第7作                        | 新極道の妻たち 惚れたら地獄  | 1994年1月15日                | 降旗康男                     | 松田寛夫                     | 岩下志麻                     | 山下真司 斉藤慶子 あいはら友子 中条きよし 世良公則                   |
| 第8作                        | 極道の妻たち 赫い絆          | 1995年9月9日                 | 関本郁夫                     | 塙五郎                       | 岩下志麻                     | 宅麻伸 赤坂晃 鈴木砂羽 萩原流行                                      |
| 第9作                        | 極道の妻たち 危険な賭け      | 1996年6月1日                 | 中島貞夫                     | 高田宏治                     | 岩下志麻                     | 石橋凌 工藤静香 原田龍二 中尾彬 北村和夫 原田大二郎                  |
| 第10作                       | 極道の妻たち 決着（けじめ）  | 1998年1月17日                | 中島貞夫                     | 高田宏治                     | 岩下志麻                     | とよた真帆 中条きよし 愛川欽也 竹内力 トミーズ雅 かたせ梨乃 名古屋章 |
| 東映ビデオ制作作品           |                              |                              |                              |                              |                              |                                                                      |
| 第11作                       | 極道の妻たち 赤い殺意        | 1999年3月6日                 | 関本郁夫                     | 中島貞夫                     | 高島礼子                     | かたせ梨乃 野村宏伸 六平直政 中尾彬 野川由美子                       |
| 第12作                       | 極道の妻たち 死んで貰います  | 1999年11月27日               | 関本郁夫                     | 高田宏治                     | 高島礼子                     | 斉藤慶子 東ちづる 原田大二郎 三田村邦彦                              |
| 第13作                       | 極道の妻たち リベンジ        | 2000年7月22日                | 関本郁夫                     | 中島貞夫                     | 高島礼子                     | 池上季実子 火野正平 田中健 石立鉄男 長門裕之                         |
| 第14作                       | 極道の妻たち 地獄の道づれ    | 2001年7月28日                | 関本郁夫                     | 高田宏治                     | 高島礼子                     | とよた真帆 宅麻伸 中尾彬 石橋蓮司 雛形あきこ                         |
| 第15作                       | 極道の妻たち 情炎            | 2005年3月26日                | 橋本一                       | 高田宏治                     | 高島礼子                     | 杉本彩 保坂尚輝 山田純大 前田愛 松重豊 未向                          |
| 第16作                       | 極道の妻（つま）たち Neo     | 2013年6月8日                 | 香月秀之                     | 米村正二                     | 黒谷友香                     | 原田夏希 今井雅之 長嶋一茂 大杉漣 渡部豪太 小池里奈                  |

製作・配給東映ビデオ。

## 高島礼子版極妻
劇場シリーズが1998年公開『極道の妻たち 決着』で完結後もレンタルビデオで好評のため、東映ビデオの企画として高島礼子主演で新シリーズが製作された。しかし、レンタルビデオ主導の企画であることから予算規模は大幅に縮小され、劇場用の35ミリフィルム撮影ではなくスーパー16ミリでの撮影となり、短期間に小規模上映された。東映ビデオ、シリーズの多くを手がけてきた脚本家高田宏治の主宰する高田事務所、TBSが共同で制作に関与しており、TBS系のゴールデンタイム枠などで放送されることもある。またテレビ東京系でも放送歴がある。

### 高島礼子抜擢の経緯
高島礼子は1988年にとらばーゆのCMを見た松平健の目に留まり、東映京都撮影所に招かれ、25歳のとき『暴れん坊将軍III』の"御庭番"役で女優デビューした。その後、日本酒「黄桜」のCMを見た東映首脳が高島の着物姿に惚れ込み1999年、極妻の四代目ヒロインに抜擢されることになった。しかし歴代の主演女優に比べて、高島は当時30代半ばと若く不安視されたが、関本郁夫が「彼女に合わせて極妻の誕生編を撮ったらいい」と提案し、これが採用されピタッとハマった。高島は高校時代から仁侠映画のファンで、『緋牡丹博徒』の藤純子（富司純子）や、鶴田浩二に心酔し『仁義なき戦い』も研究していた。高島の起用は東映社内でも大きな賭けであったが大ヒットし、岡田社長も「この子はスターになる」と手放しで喜び、高島主演でシリーズ化が決定、高島は本シリーズを出世作とした。高島版の四作を監督した関本は「第一作（『極道の妻たち 赤い殺意』）で、"礼子姐サンの誕生編"でスタートさせて、第二作（『極道の妻たち 死んで貰います』）を修行編、第三作（『極道の妻たち リベンジ』）で幹部の姐さん役に合わせて役柄を積み重ね、第四作（『極道の妻たち 地獄の道づれ』）は完成された極妻を演じてもらった」と話している。但し高島自身は当初は主演が続くのかどうか分からず、「終わったときにいつも『次やりたいです』とは言っていたんですけど、毎回確定はされていなかったんですよ。主演をどんどん変えていくという説もあったので、次にあるという確信はまったくなかったです」と話している。

## 黒谷友香版極妻
高島礼子版は通算15作目の2005年『極道の妻たち 情炎』で完結となったが、2013年、黒谷友香主演で通算第16作『極道の妻（つま）たち Neo』が製作、公開された。黒谷友香版はこの1作のみとなっている。

## 原作
家田荘子 『極道の妻たち』(文藝春秋)